# Sheyla Fariña
Sheyla Fariña (Tordoya, La Coruña, España, 12 de noviembre de 1986) es una actriz de cine, teatro y televisión española.

## Biografía
Sheyla Fariña cursó estudios superiores en Arte Dramático en la ESAD de Vigo y se licenció en 2013, pero unos años antes interpretó a Xandra, una de los protagonistas de la telenovela Valderrei, de Televisión de Galicia. Después de actuar en grupos de teatro como Sardiña o Libélula en La Coruña, ha aparecido en pequeños papeles en películas y series de televisión, y ha protagonizado varias obras de teatro, entre ellas Invisibles, un espectáculo ideado por ella misma. 
En 2015 es la protagonista de la telenovela Acacias 38, en el papel de Manuela junto a Roger Berruezo.

## Filmografía

### Cine
- Lúa y Leo, dirigido por Clara García Nieto - Cortometraje (2007)
- Pradolongo, dirigida por Ignacio Vilar (2008)
- Rafael, dirigida por Xavier Bermúdez (2008)
- Santiago de sangre, dirigida por Francisco Calvelo - Cortometraje (2008)
- Un estadea, dirigida por Pablo Cacheda - Cortometraje (2010)
- La piel que habito, dirigida por Pedro Almodóvar (2011)
- Vilamor, dirigida por Ignacio Vilar (2012)
- La Sombra de la Ley, dirigida por Dani de la Torre (2018)
- María Solinha, dirigida por Ignacio Vilar (2019)

### Televisión
- Valderrei – serie TV, 87 episodios (2007)
- El club de la calceta, dirigida por Antón Dobao – película TV (2009)
- Serramoura – serie TV, 24 episodios (2014-2015)
- Una vita (Acacias 38) – serie TV (2015–2016)
- Augasquentes – serie TV (2016)
- Fontealba – serie TV (2016-)
- Pazo de Familia – serie TV (2017-)
- Vidago Palace – serie TV (2017-)

Rapa

### Teatro
- Roedores, Redrum Teatro (2014-2015, 2018-2019)
- Contos do Recreo, Redrum Teatro (2018-)
- Invisibles, Redrum Teatro (2018 - actualidad)
- A nena que quería Navegar, Redrum Teatro (2018-2019)
- A conquista da escola de Madhubai, Teatro do Atlántico (2020-)
- O home con gafas de pasta, Redrum Teatro (2021)